# Szałkowszczyzna
Szałkowszczyzna (lit. Šalkiškės) – opuszczona wieś na Litwie, w rejonie wileńskim, 6 km na północny wschód od Ławaryszek.
W II Rzeczypospolitej zaścianek Szałkowszczyzna leżał w województwie wileńskim, w powiecie wileńsko-trockim, do 1 kwietnia 1927 w gminie Bystrzyca, następnie w gminie Mickuny.
Po II wojnie światowej w granicach Związku Sowieckiego. Od 1991 na niepodległej Litwie.